# Глэр, Питер
Питер Джеффри Вильям Глэр (Peter Geoffrey William Glare) — британский филолог-классик, лексикограф, автор «Оксфордского словаря латинского языка» (Oxford Latin Dictionary).

## Биография
Питер Глэр родился 27 октября 1924 г. в Вудфорд-Грине (графство Эссекс, Англия). В декабре 1942 г. Питер Глэр поступил в Кембриджский университет, где обучался в Джизус-колледже. Среди его учителей был, в частности, знаменитый профессор Роджер Майнорс. С 1943 до 1946 г. П. Глэр принимал участие в военных действиях в Индии и в Японии, а в январе 1947 г. вернулся к прерванным занятиям. В июне 1949 г. он с отличием окончил Кембриджский университет по специальности «Классическая филология» и сразу же получил приглашение работать над «Оксфордским словарём латинского языка». В 1950 г. Глэр приступил к работе по составлению словаря в качестве ассистента, в 1953 г. он стал исполнять обязанности редактора, а с 1954 г. стал редактором словаря.
Ещё до своего окончательного завершения словарь Глэра стал настольной книгой филологов-классиков во всем мире. В 1982 г. вышел последний выпуск словаря, и в том же году словарь вышел в виде одного тома (ХХІІІ, (1,) 2126 р.), к которому была прибавлена 1 страница Addenda and Corrigenda. С тех пор он переиздаётся в неизменном виде: встречающиеся в некоторых последних переизданиях указания на исправления не были согласованы с редактором и могут обозначать лишь исправления незначительных типографских опечаток.

## «Оксфордский словарь латинского языка»
«Оксфордский словарь латинского языка» Питера Глэра — лучший на сегодняшний день полный латинский словарь. Работа над словарём началась ещё до Второй мировой войны, осенью 1933 г. по решению Редакционно-издательского совета Издательства Оксфордского университета, вынесенному в мае 1931 г. В результате большой коллективной работы, сильно облегчавшейся тем, что в ту эпоху в Великобритании знание латинского языка находилось на высоком уровне, что позволяло довольно легко находить, например, специалистов-медиков, способных читать тексты медицинской тематики на классической латыни (Цельса, Плиния Старшего и др.) и давать профессиональные разъяснения, была создана обширная картотека словоупотреблений классического латинского языка. Словарь начал выходить в свет выпусками с 1968 г. На титульных листах первых трёх выпусков редактор не указан; начиная с 4-го выпуска (1973 г.) появляется его имя — Питер Джеффри Вильям Глэр. Именно Глэру принадлежит вся собственно лексикографическая работа, то есть распределение слов по значениям, дефиниции, переводы, толкования. Лишь даваемые в словаре этимологии принадлежат Джону Чедвику, который известен как один из двоих основателей микенологии.